# Obi-Wan Kenobi

Alec Guinness är den första som gestaltade Obi-Wan Kenobi

Obi-Wan "Ben" Kenobi är en av rollfigurerna i filmerna om Stjärnornas krig. Obi-Wan Kenobi är en av de centrala rollfigurerna och finns med i de två första Stjärnornas krig-trilogierna. 
Han gestaltas i episod I - III (ep. 1: Det mörka hotet, ep. 2 Klonerna anfaller & ep. 3 Mörkrets hämnd) av Ewan McGregor och i episod IV - VI av Alec Guinness.

## Översikt

### Filmerna
I Star Wars: Episod I – Det mörka hotet (32 år innan Stjärnornas krig) är Obi-Wan Kenobi cirka 25 år och padawan till jedimästaren Qui-Gon Jinn. Obi-Wan lovar Qui-Gon (precis) innan han dör att träna den unge Anakin Skywalker till en jedi. 
Yoda gör Obi-Wan till jediriddare och tio år senare, i Klonerna anfaller, beger sig Obi-Wan ensam till planeten Kamino där han upptäcker han att en klonarmé förbereds åt Republiken. Obi-Wan meddelar Anakin och Jedirådet och de konfronterar Dooku, men blir båda besegrade i duellen. Yoda kommer och räddar dem, till priset av att Dooku kan fly.
Mörkrets hämnd inleds med att Obi-Wan och Anakin ska rädda Palpatine från droidarméernas. När Palpatine utfärdar Order 66 hamnar Obi-Wan i vattnet, men överlever och flyr. Han och Yoda upptäcker att alla i Jeditemplet är mördade. Obi-Wan får reda på att Anakin Skywalker, som nu blivit Darth Vader, ledde allt.
De båda möts på Mustafar, och Obi-Wan lyckas efter en duell besegra Vader och tror då att han dör.

#### Originaltrilogin (1977–1983)
I Stjärnornas krig, som utspelar sig 19 år senare, kommer Luke via sin nya droid R2-D2 över ett meddelande från Leia Organa. Meddelandet leder honom till Obi-Wan Kenobi som ger Luke Anakins ljussabel och ber honom att följa med på uppdraget och bli tränad till jedi. Han undervisar Luke i ljussabel-tekniker och kunskapen om Kraften. På Dödsstjärnan möter Obi-Wan Darth Vader i en ljussabelduell igen, men väljer denna gång att förlora och dö men han uppenbarar sig sedan för Luke i en slags spökgestalt.
I Rymdimperiet slår tillbaka och Jedins återkomst fortsätter Obi-Wan att uppenbara sig som ett spöke eller en ande genom Kraften. Efter Yodas död bekräftar Obi-Wan att Darth Vader är Lukes far, något han hittills inte har erkänt.
Efter att rebellerna besegrat Rymdimperiet och firar, uppenbarar sig Obi-Wan för Luke, tillsammans med Yoda och en omvänd Anakin Skywalker.

#### Sequeltrilogin (2015–2019)
30 år senare, i The Force Awakens och senare i The Rise of Skywalker, hör huvudpersonen Rey Obi-Wans röst då han (och flera andra jediriddare) kallar på henne. 
Både Alec Guinness och Ewan McGregors röster hörs som Obi-Wan. Då Guinness gick bort långt innan filmerna gjordes användes en gammal inspelning av hans röst, medan McGregor spelade in nya repliker.

## Kulturell påverkan
- Obi-Wan Kenobi har gett namn åt en gata i Grabowiec, Polen.

### Fotnoter
1. ↑  ”22 saker du (kanske) inte visste om "Star Wars: Episod III - Mörkrets hämnd"”. Moviezine. 19 december 2015. https://www.moviezine.se/nyheter/22-saker-du-kanske-inte-visste-om-star-wars-episod-iii-morkrets-hamnd. Läst 14 juli 2018.
2. ↑  Anna Buhré (7 augusti 2000). ”Alec Guinness död” (på svenska). Aftonbladet. http://wwwc.aftonbladet.se/nyheter/0008/07/alec.html. Läst 14 juli 2018.
3. ↑  Csaba Perlenberg (1 augusti 2000). ”Obi-Wan Kenobi är död” (på svenska). Tellusfilm. http://tellusfilm.com/Item/Details/617. Läst 14 juli 2018.